# Art Arfons
Arthur Eugene „Art” Arfons (ur. 3 lutego 1926 w Akron, zm. 3 grudnia 2007 w Springfield Township) – amerykański kierowca i konstruktor samochodowy.
Od 1964 do 1965 trzy razy pobił rekord szybkości na skonstruowanym przez siebie samochodzie Green Monster (osiągnął 977 km/h).